# Vienna Vikings
Vienna Vikings – austriacki klub futbolu amerykańskiego z Wiednia. Założony w 1983 roku, gra w Austrian Football League.

## Historia
Wikingowie wygrali Eurobowl w latach 2004–2007 i w 2013 roku, 15 razy zdobywali mistrzostwo kraju. Vikings są najbardziej utytułowanym klubem futbolu amerykańskiego w Europie.

## Sukcesy
Sukcesy
- Austrian Bowl: 1994, 1996, 1999, 2000, 2001, 2002, 2003, 2005, 2007, 2009, 2012, 2013, 2014, 2017, 2020
- Eurobowl: 2004, 2005, 2006, 2007, 2013